# Abraham (biskup etiopski)
Abraham – duchowny Etiopskiego Kościoła Ortodoksyjnego, od 2010 biskup Zachodniego Gojjam.
Sakrę otrzymał w 2010 jako biskup Wschodniego Gojjam, a w 2015 objął rządy w diecezji Zachodniego Gojjam.